# Anthomyza tenuis
Anthomyza tenuis är en tvåvingeart som först beskrevs av Friedrich Hermann Loew 1863.  Anthomyza tenuis ingår i släktet Anthomyza och familjen sumpflugor. Inga underarter finns listade i Catalogue of Life.